# Дворец Дуэньяс
Дворец Дуэньяс (исп. Palacio de las Dueñas) — дворец в Севилье (Испания), в настоящее время принадлежащий роду Альба. Он был построен в конце XV века в стиле ренессанс с элементами готики и мавританской архитектуры. Дворец обладает богатым архитектурным и художественным наследием. Здесь родился поэт Антонио Мачадо. 5 октября 2011 года здесь прошла свадьба Каэтаны Фитц-Джеймс Стюарт, 18-й герцогини Альба. Дворец стал национальным памятником, ныне Объект культурного интереса (исп. Bien de Interés Cultural), 3 июня 1931 года.
Инициатором его открытия для туристов в 2016 году является нынешний герцог Альба Карлос Фитц-Джеймс Стюарт Альба.

## История
Дворец был построен в конце XV века, времени экономического расцвета в Севилье, когда также были возведены Севильский Алькасар и Дом Пилата. Он был построен семьёй Пинеда, маркизами Касабермехи. В 1496 году Педро Пинеда, глава городского совета, и его жена донья Мария де Монсальве продали этот дом донье Каталине де Рибера, вдове губернатора дона Педро Энрикеса, чтобы получить средства на выкуп за Хуана де Пинеду, захваченного маврами. После этого произошла серия расширений, придавших дворцу ренессансный облик, под эгидой Фернандо Энрике де Риберы-и-Кинонеса и особенно его вдовы доньи Инес Портокарреро-и-Карденас.

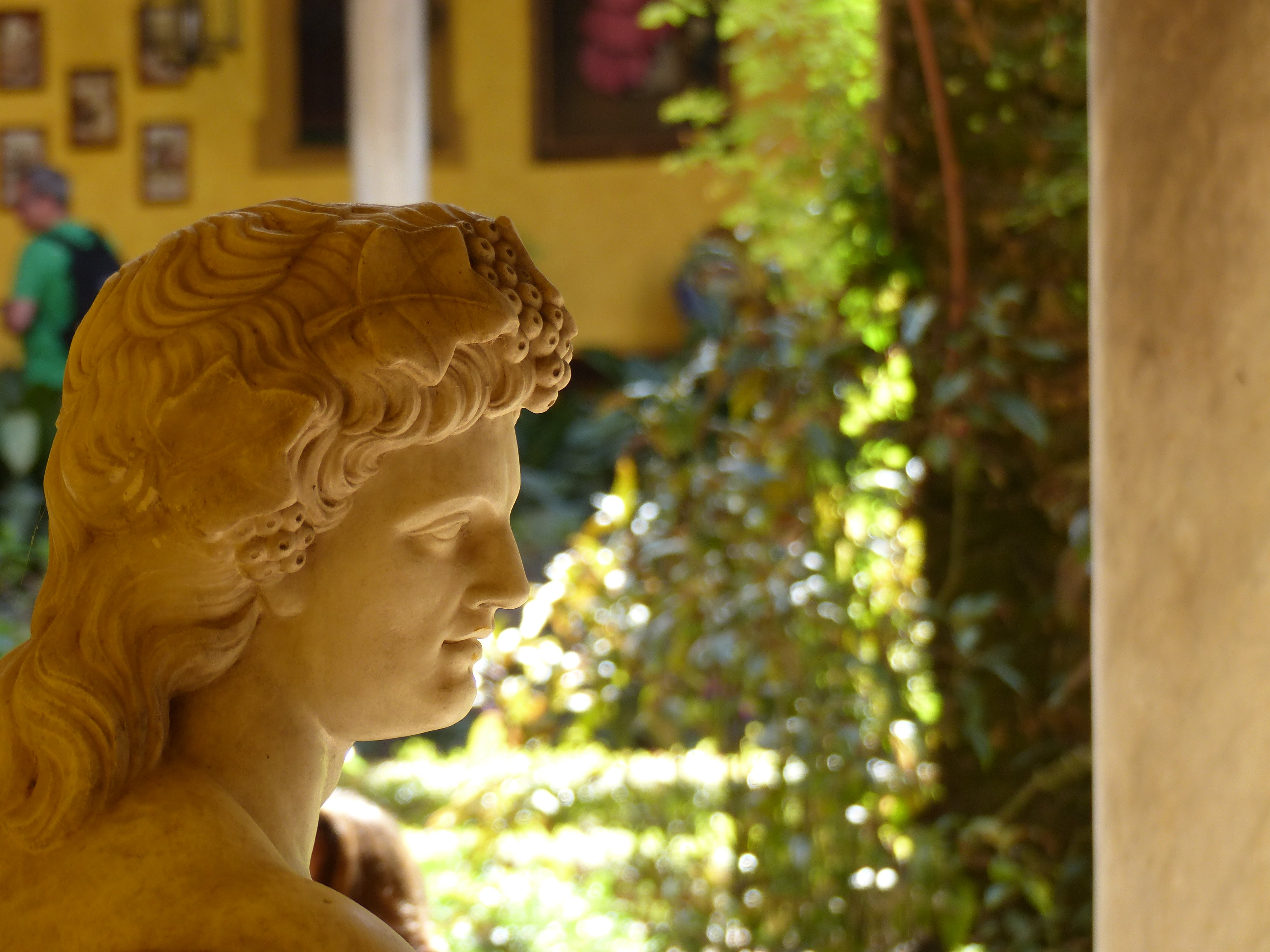
Скульптура во дворце Дуэньяс.

Здание стало собственностью семьи Альба после брака пятой маркизы Вильянуэва дель Рио с четвёртым герцогом Альба. Некоторое время дворец служил резиденцией барона Холланда, страстного поклонника испанской литературы и автора мемуаров о Лопе де Веге и Гильене де Кастро. Поэт Антонио Мачадо жил во дворце в раннем детстве, так как его отец служил смотрителем при герцоге Альба. Название дворца происходит от монастыря Санта-Мария-де-лас-Дуэньяс, в котором в 1248 году жили монахини и слуги святого Фердинанда и Альфонсо X Мудрого. Монастырь находился на периферии дворца и был разрушен в 1868 году. Дворец Дуэньяс подвергался значительным реконструкциям в XVIII и XIX веках.

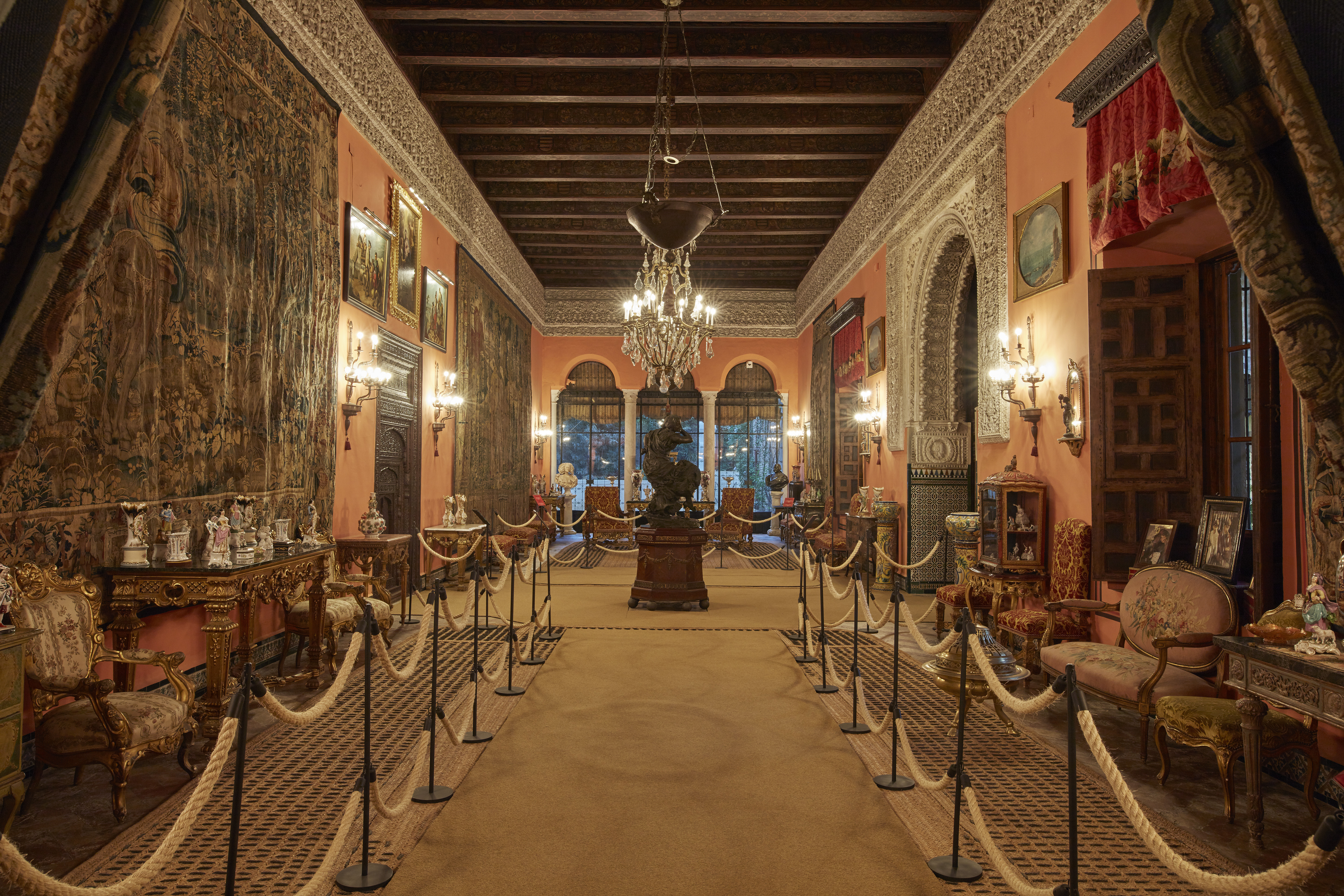
Скульптура цыганки (автор Мариано Бенльюре)

## Архитектура
Дворец состоит из ряда внутренних двориков и строений. Его архитектурный стиль варьируется от готическо-мавританского до ренессанса с местными влияниями в кирпиче, черепице, мозаике, побеленных стенах и керамике. Его смешанный стиль напоминает подобный в Доме Пилата и Доме Пинело.
Интерьер

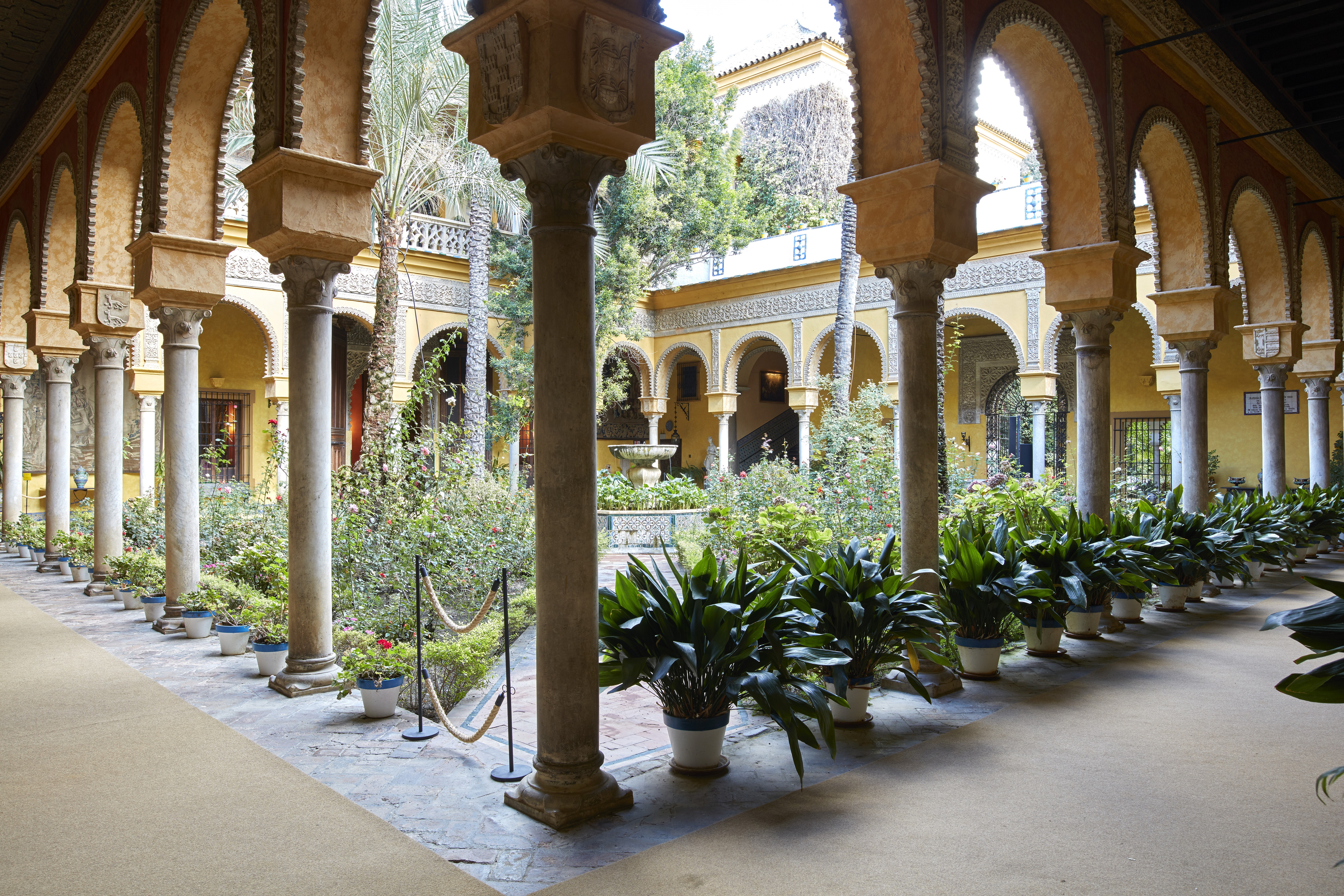
Главный внутренний двор дворца

Дворец отличается длинными коридорами. Как и в Доме Пилата лестница этого дворца была сооружена под сводчатой крышей. На верхнем этаже здания находится комната, потолок которой имеет восьмиугольную форму и украшен золотом альфарье.
Экстерьер

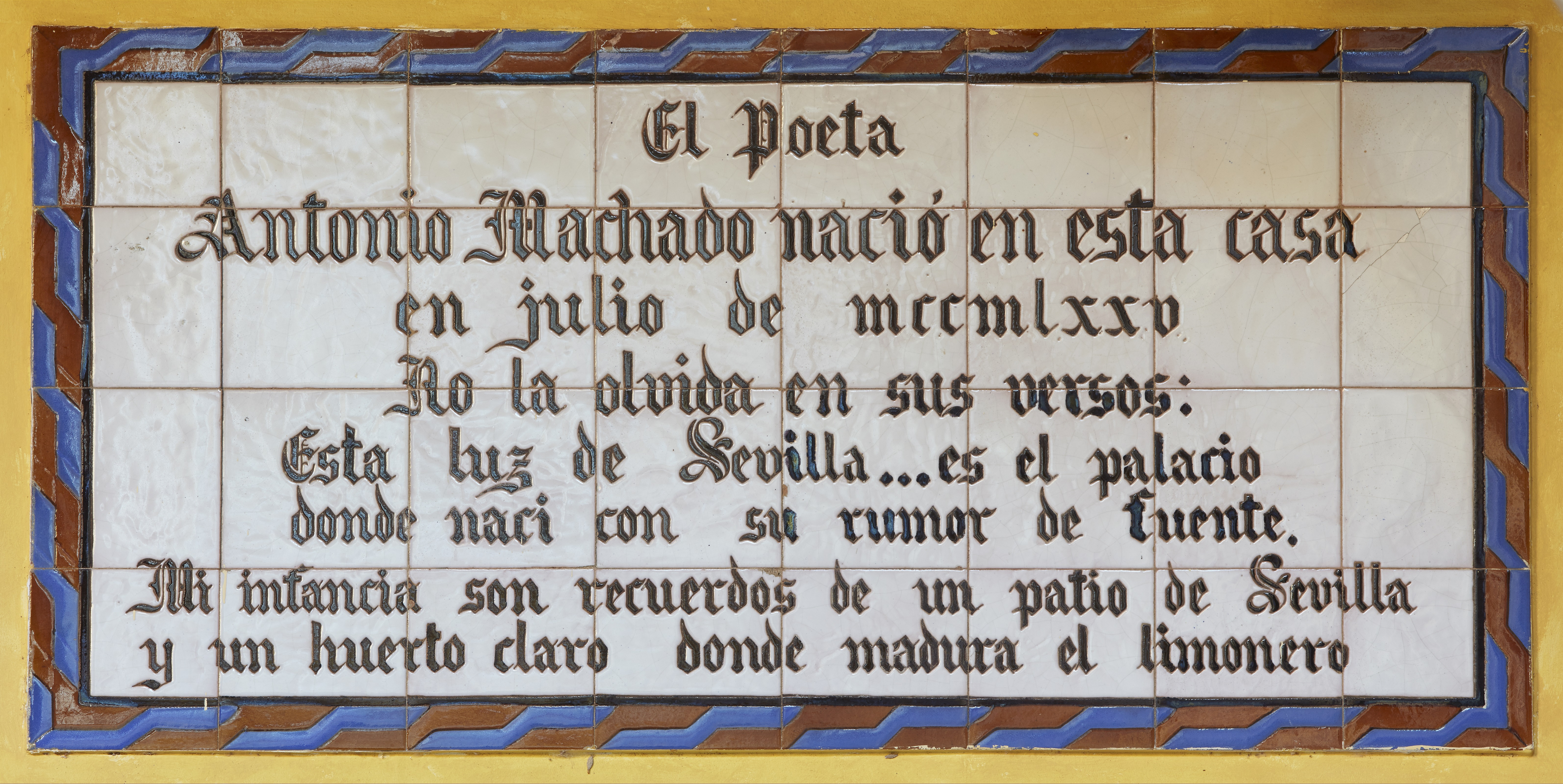
Памятная доска о месте рождения Антонио Мачадо.

Входная дверь во дворец выполнена в стиле мудехар. Здание включало в себя 11 патио, девять фонтанов и более сотни мраморных колонн. Из них сохранился один внутренний дворик, окружённый галереей с колоннами. Андалусийский патио, как и аналогичный в Доме Пилата, доминирует над внешней стороной дворца. Над входом во дворец, в главной арке, расположен щит герцогов Альба, выложенный керамикой, произведённой в Триане в XVII или XVIII веке. В садах дворца представлены  уникальные виды растений (в том числе один из старейших саговников поникающих в мире). Его сказочный фасад, заросший бугенвиллеей, очень эффектен и является его отличительной чертой.

## Территория и часовня

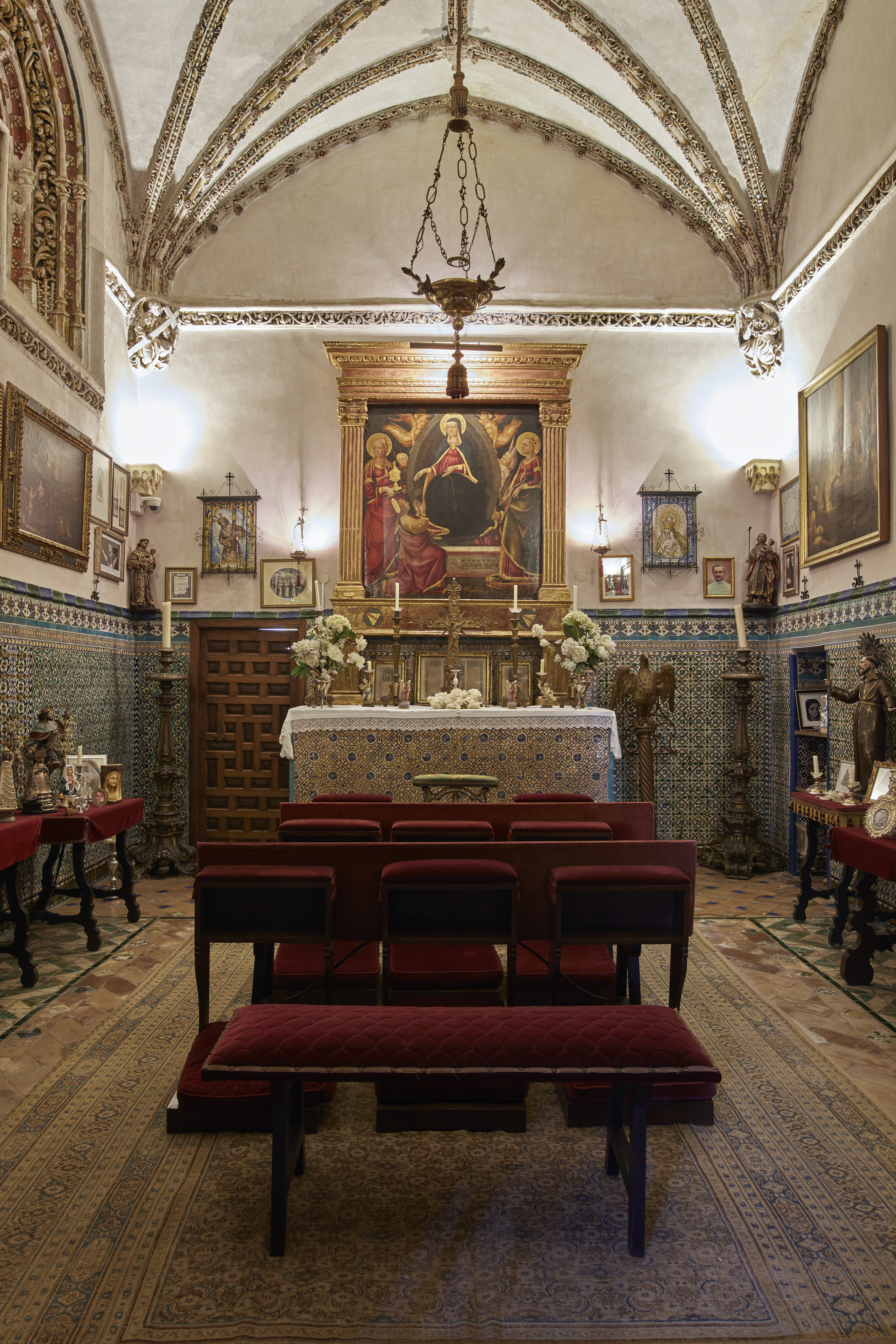
Часовня Лас-Дуэньяс

Сад во внутреннем дворе, разделённый на четыре части в соответствии с традиционным исламским стилем, включает в себя выложенные плиткой дорожки и центральный фонтан. Лимонные деревья и фонтан — часто повторяющиеся символы в поэзии Мачадо. За садом расположен двор, окружённый арками с колоннами из белого мрамора. Арка, расположенная к западу от двора в нижних галереях, открывает доступ к зданию, которое использовалось в качестве дворцовой часовни. Часовня XV века плохо сохранилась из-за многочисленных реконструкций. Её алтарь содержит несколько плиток с металлическими отражениями, типичными для севильской керамики XVI века.
По преданию Америго Веспуччи женился на Марии Сересо в этой часовне в начале XVI века.

## Коллекции

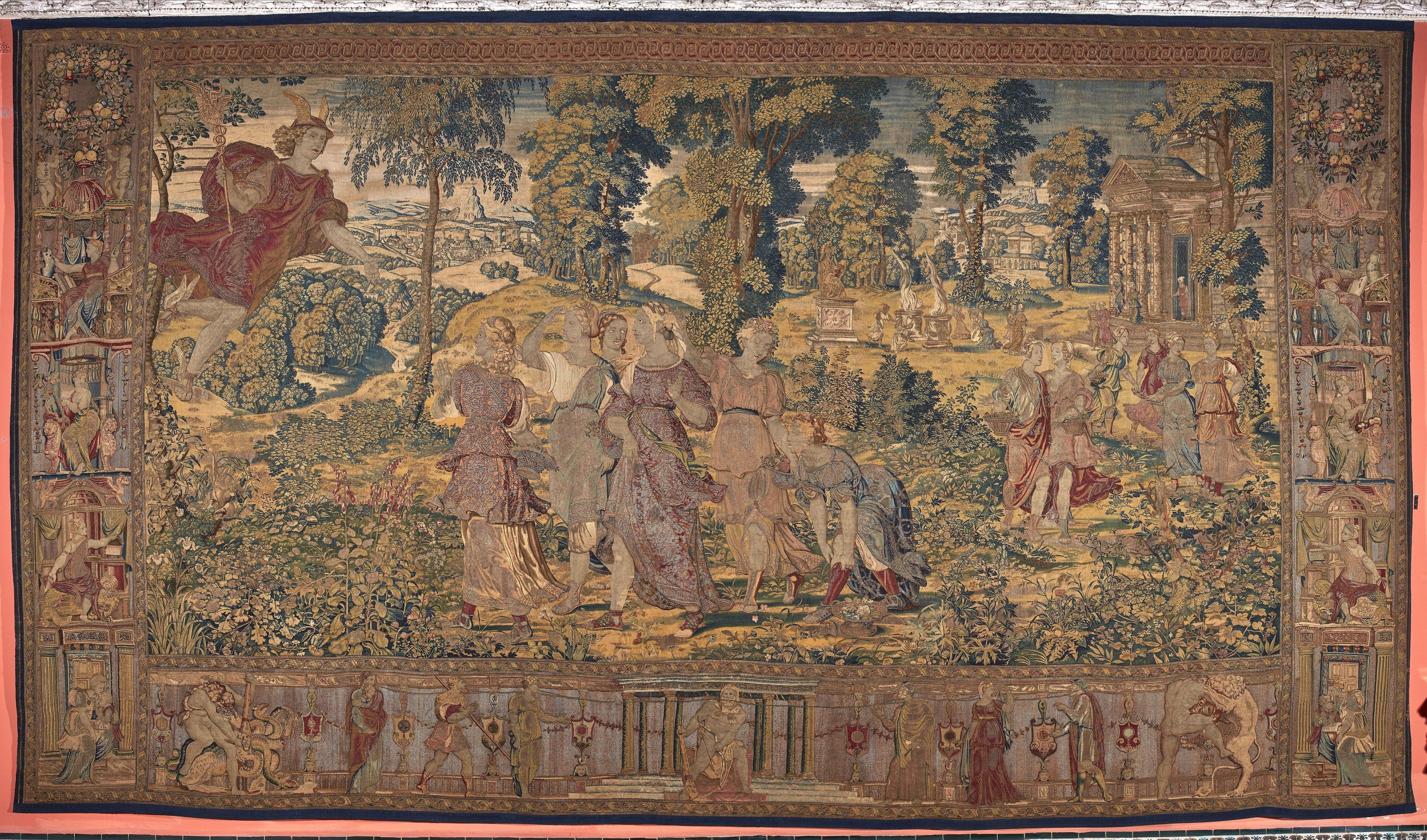
Гобелен Виллема Паннемакера.

Одной из главных достопримечательностей дворца Дуэньяс является его большая коллекция декоративного искусства, содержащая 1425 артефактов. По данным газеты El País, эти предметы защищены андалусским законодательством, запрещающим их продажу и охраняющим их нахождение во дворце. Здесь содержится большое собрание живописи, включая работы Якопо Бассано, Софонисбы Ангвиссолы, Аннибале Карраччи, Франческо Фурини, Луки Джордано, Джованни Паоло Панини, Хосе де Риберы, Франсиско Антолинеса, Хоакина Инсы и Нери ди Бичи. Также представлена акварель Жаклин Кеннеди, написанная во время её визита в 1960 году, когда она останавливалась в спальне, когда-то использовавшейся императрицей Франции Евгенией. Хранящиеся во дворце картины представляют собой лишь небольшую часть произведений искусства семьи Альба, большинство из которых находятся в мадридском дворце Лирия. Дворец Дуэньяс также обладает значительной коллекцию антикварной мебели, керамики и других артефактов. Декоративно-прикладное искусство, древнеримская и современная (Мариано Бенльюре) скульптура, фламандские гобелены XVI и XVII веков (Виллем Паннемакер), мозаика и многие другие произведения искусства хранятся во дворце.